# Fruela I.
Fruela I. Okrutni († 768.) je bio kralj Asturije od 757. godine svojeg pogubljenja — 768. Bio je najstariji sin Alfonsa I. i Ermesinde, kćerke osnivača kraljevstva - Pelaya. Kao najstariji, naslijedio je prijestolje. Za vrijeme svoje vladavine, slijedio je ideje svojeg oca. 
Bio je oženjen Munijom, majkom eventualnog nasljednika Alfonsa. No, Fruelina vladavina nije sretno okončana. Ubijen je u svojoj prijestolnici Cangas de Onísu, a naslijedio ga je njegov rođak Aurelije Asturijski. Njegovo tijelo i tijelo njegove žene položeno je u katedrali u Ovijedu.